# Axel Sanson
Axel Sanson est un artiste français né à Paris le 5 juillet 1975.

## Biographie
Axel Sanson se consacre d'abord à des études universitaires : il obtient un DEA en droit social en 1998, puis réalise un mémoire d'histoire de l'art sur le peintre orientaliste français Henri Regnault, en 2002. Autodidacte, il se consacre à la production d'images à partir de 2004, approchant la trentaine d'années.
Il est surtout connu pour ses peintures, généralement des grands formats, souvent carrés. Les toiles sont conçues comme des variations d'un même thème, à la narration complexe. Les images, qui prennent généralement leurs sources dans des photographies ou des références cinématographiques, donnent lieu à des collisions d’échelles, d’espaces et de temporalités variés et parfois contradictoires, à l’origine de la poétique singulière de ses œuvres
Affectionnant les sujets historiques, il a collaboré avec l'historien de l'art Jérôme Delaplanche, ancien directeur du département d’histoire de l’art de l'Académie de France à Rome-Villa Médicis pour l'ouvrage Peindre la guerre. Il adopte un regard réflexif sur la pratique de la peinture.
Il a notamment rendu hommage aux actrices Bulle Ogier, Silvana Mangano et Dorothy Stratten.
En 2018, sélectionné dans le cadre d’un projet artistique, Axel Sanson peint in situ deux fresques dans le parking du Royal Hamilius, à Luxembourg, un bâtiment conçu par Sir Norman Foster,. Les artistes Dorothée Louise Recker, Kosta Kulundzic, Gaëtan Henrioux, Lise Stoufflet et Valentina Canseco participent également au projet.

## Expositions

### Expositions individuelles
- 2024: PARAISO, Marc Plaine Cassagne, Chemin des Arts, Paris

- 2021: Rendre les rênes, la NEF - Nouvelle Ecole Française, Paris

- 2018 : Eden, Thomas Punzmann contemporary, Francfort.
- 2017 :
  - Ghosts, Thomas Punzmann contemporary, Francfort.
  - La Résurrection de la chair, etc. House 17, Luxembourg.
- 2016 : Bikini drone test, Thomas Punzmann contemporary, Francfort.
- 2015 :
  - Una persistente fortuna, Espace Léon, Paris.
  - Le soleil est aveugle, parcours Nuit Blanche, galerie Valérie Delaunay, Paris.
- 2014 : Mad Minute, Thomas Punzmann fine arts, Francfort.
- 2013 : Raspoutitsa, Thomas Punzmann fine arts, Francfort.
- 2012 : So feucking french, Thomas Punzmann fine arts, Francfort.
- 2011 : Narrenschiff (La Nef des fous), Thomas Punzmann fine arts, Francfort.
- 2010 :
  - Storytelling, galerie Françoise Besson, Lyon.
  - Un homme est mort, galerie Anne Perré, Rouen.
- 2009 :
  - Coup de grâce, galerie Issue, Paris.
  - Fire and forget, Art room 03, galerie Françoise Besson, Thônes.
- 2008 :
  - Use of a fake I.D. is a crime, galerie Issue, Paris.
- 2007 :
  - Human decision required, exposition à l’issue de la résidence, Montrouge.
  - Arrêt au stand, galerie Frédéric Ozier, Saint-Ouen.

### Commandes et chantiers
- 2023: Kensho Superyacht, par Thie Italian Sea Group, interior design par Jouin Manu, Carrare, Italie. Motor yacht of the year 2023. Peintures in situ dans quatre pièces du navire sur panneau de teck retraçant sur plusieurs niveaux l'évolution de l'humanité de ses balbutiements sous-marins jusqu'à l'âge des mythes et des conquêtes (Ulysse), et l'élévation céleste.

### Expositions collectives
- 2022: Melpomène, la NEF - Nouvelle Ecole Française, Paris

- 2020: Palimpsestes, les figures mythiques, par Neotopics, la NEF - Nouvelle Ecole Française, Paris
- 2018: 
  - Je me prostituerai pour la postérité, duo avec Stéphanie-Lucie Mathern, galerie Bertrand Gillig, Strasbour
  -  Action ! La Nouvelle École française : première époque, Bastille Design Center, Paris.

- 2017 : I stare at you, you stare at me, So french, Paris.
- 2015 : Rémanence, galerie Bertrand Gillig, Strasbourg.
- 2014 : Pas si love, galerie Bertrand Gillig, Strasbourg.
- 2013 : Zwischenzeit, Filser & Gräf Galerie, Munich.
- 2012 :
  - Songe d’une nuit d’été, galerie Bertrand Gillig, Strasbourg.
  - Songe d’une nuit d’été II, Forum, Saint-Louis.
- 2011 :
  - Art Format Berlin, Thomas Punzmann fine arts.
  - Art Fair Cologne, Thomas Punzmann fine arts.
  - Drawing Now Art Fair, galerie Françoise Besson, Carrousel du Louvre, Paris.
- 2010 :
  - Opening, Thomas Punzmann fine arts, Francfort.
  - Regarding painting, Galerie Kevin Kavanagh, Dublin.
  - Portraits, Galerie Jeune Création, Paris.
  - Scope Basel, galerie Françoise Besson, Bâle.
  - Salon du dessin contemporain, galerie Françoise Besson, Carrousel du Louvre, Paris.
  - Chic dessin, Atelier Richelieu, Paris.
- 2009 :
  - Slick 09 art fair, Centquatre, Paris.
  - Slick dessin 09 art fair, Atelier Richelieu, Paris.
- 2008 :
  - SOFF, So feucking french, The Village underground, Londres.
  - Les gars d’Alain, galerie Catherine et André Hug, Paris.
  - Imageries, galerie Pierrick Touchefeu, Sceaux.
  - Salon d’art contemporain de Montrouge.
- 2007 :
  - Jeune Création Européenne, biennale contemporaine itinérante de Montrouge.
  - Salon d’art contemporain de Montrouge.

## Publications
- Catherine Malaval, Axel Sanson. Una persistente fortuna, Paris, La nouvelle école française, 2017, 85 p. (ISBN 979-10-97320-00-3).
- Les prétendants, Paris, éditions Bernard Dumerchez, 2017.
- Mad minute (catalogue), Francfort, Thomas Punzmann fine arts, 2014.
- Raspoutitsa (catalogue), Francfort, Thomas Punzmann fine arts, 2013.
- Storytelling (catalogue) (préf. Jean-Emmanuel Denave), Lyon, Galerie Françoise Besson, 2010.
- Jérôme Delaplanche et Axel Sanson, Peindre la guerre, Paris, éditions Nicolas Chaudun, 2009 (Peindre la guerre sur Google Livres).